# Rosario Granados
Rosario Fiaschi Granados (Buenos Aires, Argentina; 12 de marzo de 1925 — Ciudad de México; 25 de marzo de 1997), conocida como Rosario Granados o Charito Granados, fue una actriz mexicana nacida en Argentina. Formó parte de la Época de oro del cine mexicano. Fue nominada al Ariel a la Mejor Actriz, por su trabajo en la cinta El dolor de los hijos (1949). Trabajó también en el cine de Argentina, de España y de Cuba.

## Biografía
Rosario Fiaschi Granados, conocida en México como Charito Granados, nació el 12 de marzo de 1925 en Buenos Aires, Argentina, hija de padre chileno y de madre mexicana. Después de una corta carrera en el teatro y el cine argentinos que incluyó su participación en el filme La casa de los millones (1942), decidió viajar a México, gracias a la invitación que le hiciera el actor cómico Mario Moreno Cantinflas, debutando en la película Rosa de las nieves (1944). La cinta no tuvo éxito, pero ella consiguió sus siguientes dos papeles al lado de Jorge Negrete: en la película Camino de Sacramento y Canaima, ambas en 1945.[cita requerida]
En poco tiempo Rosario logró ser reconocida por el público y era considerada para grandes proyectos, uno de ellos en 1947, con dos figuras de renombre: Arturo de Córdova y María Félix en La diosa arrodillada, y el otro en 1948, donde compartía créditos con Miroslava Stern y Carmen Montejo: Secreto entre mujeres. Su consagración la logró con tres películas definitivas en su carrera: El dolor de los hijos (1949), de Miguel Zacarías, alternando con Fernando Soler y por la que logró nominación al Ariel; El gran Calavera (1949), dirigida por Luis Buñuel y en la que trabajó nuevamente con Fernando Soler y su novio de entonces Gustavo Rojo en Inmaculada (1950) de Julio Bracho, con Carlos López Moctezuma, que tuvo tanto éxito que se habló de que ella y el director viajarían a Italia a hacer una película, proyecto que se vio truncado.[cita requerida]
Ya consagrada, filmó varios melodramas, que la encumbraron como una de las reinas del género, entre ellas Una mujer sin amor (1952), donde trabajó nuevamente bajo las órdenes de Luis Buñuel, y La vida no vale nada (1954), de Rogelio A. González, junto a Pedro Infante. A finales de los años cincuenta decidió retirarse para dedicarse de lleno a su familia. Se casó con el fotógrafo Raúl Martínez Solares, hermano del director de cabecera de Tin Tan: Gilberto Martínez Solares, y tuvo cuatro hijos. En 1970 regresó a los escenarios teatrales y a partir de ahí comenzó su carrera en televisión, a la par de pequeñas participaciones en cine, en donde destacan Ya somos hombres (1971), Las vírgenes locas (1972, en un duelo de actuación con Carmen Montejo y Ofelia Guilmáin), Las fuerzas vivas (1975) y Adriana del Río, actriz (1979).[cita requerida]
En 1987 participó en la exitosa telenovela juvenil Quinceañera, donde interpretó a Rosalía, la abuela de Thalía. En 1989 tuvo su última participación en televisión, en la teleserie Simplemente María, y en 1990 se despidió del mundo de la actuación con la película Funerales del terror. Sus últimos años los pasó al lado de su familia en la Ciudad de México, en donde falleció, víctima de un infarto, el 25 de marzo de 1997.[cita requerida]

## Anécdotas
- En La diosa arrodillada se suscitó un escándalo, ya que el rol que interpretaba Charito se reescribió para que su personaje creciera en demérito al de la estrella María Félix, sin que esta se diera cuenta, solo que los productores argumentaron que a Rosario le habían mejorado su papel por ser protegida (o novia, según algunas fuentes), del director Roberto Gavaldón,  lo que tuvo que aclarar Rosario diciendo que estaba en desacuerdo con la adaptación de la obra original escrita por el húngaro Ladislao Fodor y ya no se trataba de filmar La diosa arrodillada, sino una “cosa rara”, por lo que estuvo a punto de dejar el proyecto, al que regresó convencida por Gavaldón.
- Contaba Rosario que durante el rodaje de Camino de Sacramento, el personaje de Jorge Negrete tenía que llevarle serenata a su personaje, pero al grabar la escena de repente se quedó afónico, por lo que retrasó el rodaje. Desesperado, llamó al médico del estudio, pero el remedio que le dio este solo consiguió irritarle todavía más las cuerdas vocales y no pudo terminar la escena hasta que tomó coñac.

## Filmografía
- Camino de Sacramento (1946)
- La Diosa Arrodillada (1947)
- Las Aguas Bajan Negras (1948)
- El gran Calavera (1949)
- Una Mujer Sin Amor (1952)
- Esos de Pénjamo (1953)
- Para Siempre (1954)
- Retorno a la juventud (1954)
- La Vida No Vale Nada (1955)

## Reconocimientos

### Premios Ariel
| Año  | Categoría | Película              | Resultado |
| ---- | --------- | --------------------- | --------- |
| 1950 | Actriz    | El dolor de los hijos | Nominada  |

### Diosa de plata PECIME
| Año  | Categoría        | Película               | Resultado |
| ---- | ---------------- | ---------------------- | --------- |
| 1980 | Actriz de cuadro | Adriana del Río actriz | Nominada  |